# Âme
Pour les articles homonymes, voir Âme (homonymie).
 (mars 2021).

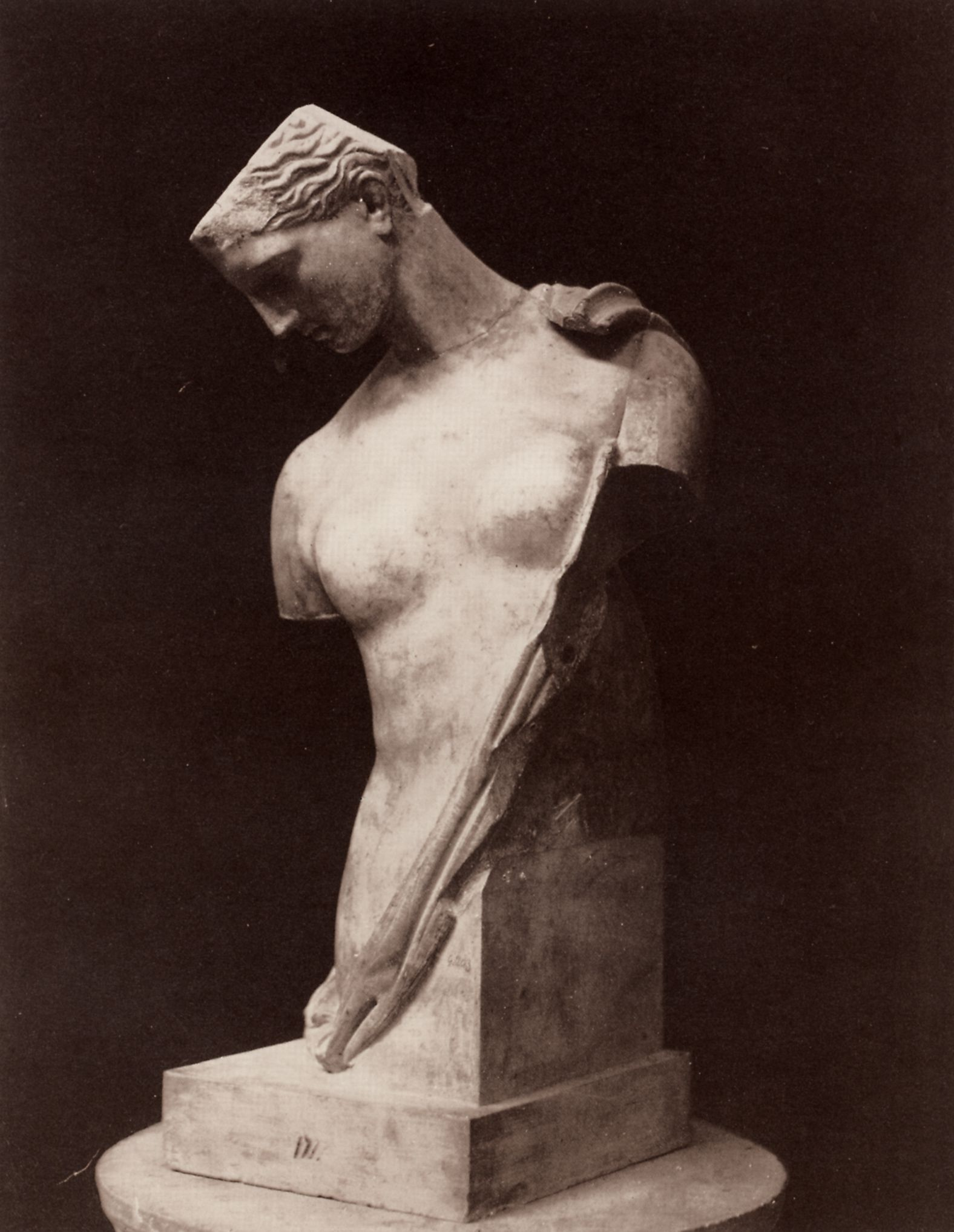
Psyché, personnification de l'âme dans la mythologie grecque : une psyché antique au Musée archéologique national de Naples, photographie de Giorgio Sommer, v. 1865.

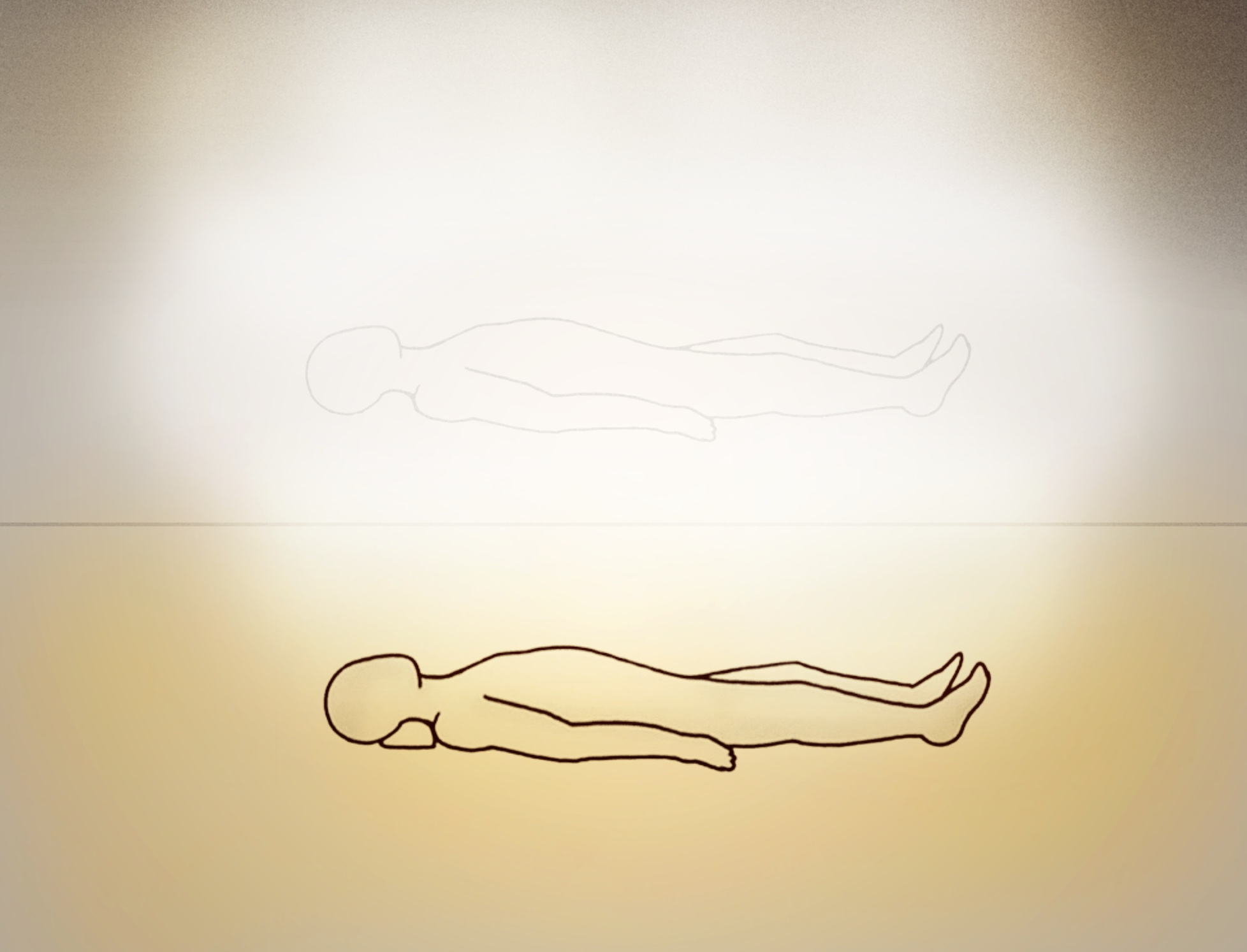
L'âme humaine s'en va au ciel.

L’âme (du latin anima, « souffle, respiration ») est à la fois le principe vital et spirituel, immanent ou transcendant, qui animerait le corps d'un être vivant (humain, animal ou même végétal). Par métonymie le mot « âme » désigne couramment l’être vivant lui-même, animé par ce principe,,,. On retrouve un emploi similaire avec le mot vie : la vie (principe vital) et une vie (être vivant).
Les représentations symboliques de l'âme sont nombreuses, ainsi que les croyances à son sujet. On en trouve dans la plupart des civilisations à travers des conceptions religieuses, philosophiques, psychologiques ou populaires. Le terme « âme » est souvent employé comme synonyme d'« esprit ». L'existence d'une âme est remise en question par certains scientifiques.
Pour certains rationalistes, l’âme résulte d’une interaction entre le corps humain et l’environnement. En effet, les interactions avec l'environnement influencent la construction de l'identité et de la conscience.
Bertrand Saint-Sernin discute de la manière dont la rationalité humaine est façonnée par des facteurs biologiques, culturels et environnementaux, ce qui rejoint l'idée que l'âme ou la conscience est le produit de cette interaction dynamique.
Ainsi pour certains rationalistes, à la mort de l’humain, l’une des composantes de l’âme n’est plus présente.

## Approche linguistique

### Étymologie

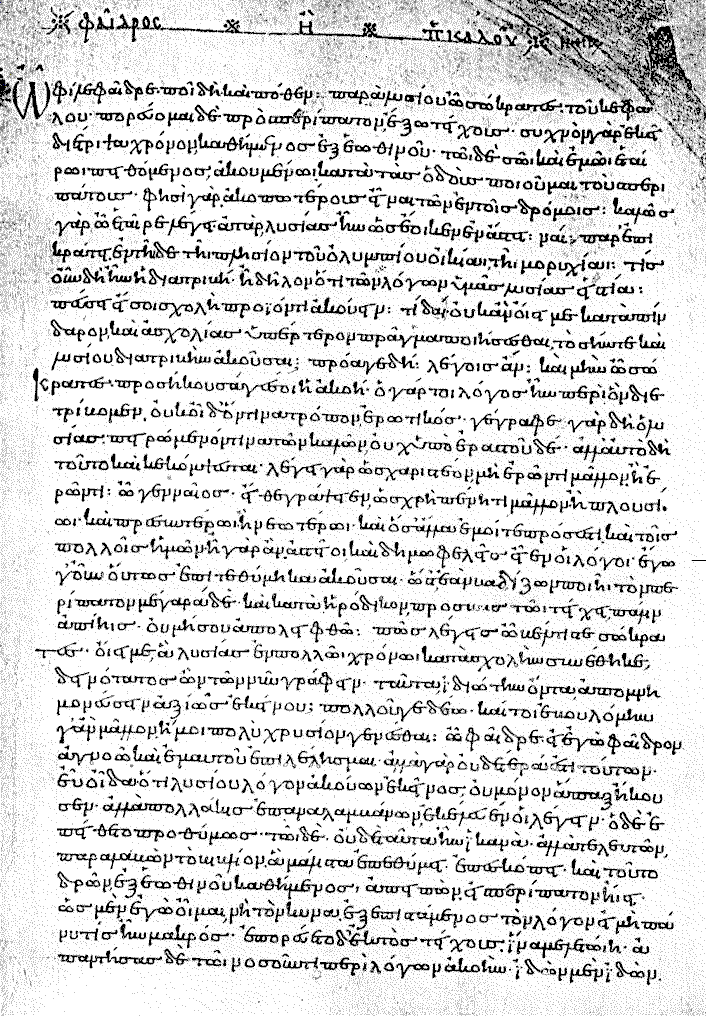
Début du Phèdre de Platon sur le parchemin Codex Clarkianus 39.

Les termes originaux en arabe نَفَس (nafas), en syriaque/araméen (naphşā / npheşā), en hébreu nèphèsh [נפׁש] et en grec psyché [ψυχή, psukhê] sont employés dans la Bible et montrent qu’une « âme » est soit une personne, soit un animal, soit la vie dont jouit une personne ou un animal. Nèphèsh vient vraisemblablement d’une racine qui signifie « respirer ». Dans un sens littéral, nèphèsh pourrait être rendu par « un respirant ». Le terme français provient du mot latin anima, qui a donné « animé », « animation », « animal ».
Le concept d'âme a été étudié dès l'Antiquité en philosophie ; selon le Phèdre de Platon, l’âme est « ce qui se meut soi-même » ; selon les Lois de Platon, l’âme la meilleure est celle du monde. Aristote, en accord avec Les Lois de Platon, et qui a écrit un ouvrage De l'âme, l’a définie comme « cause du mouvement vital chez les vivants ». Al-Kindi rapporte qu’Aristote considère l’âme comme une substance simple dont les actions se manifestent dans les corps. L'âme est personnifiée dans la mythologie grecque par Psyché. Le poète Virgile fait allusion à la métempsycose, selon laquelle l’âme change souvent de sexe.

### Morphologie
La langue cléricale médiévale emprunte au latin, dès le VIIIe siècle, le nom féminin « anima ». Ce terme se maintient jusqu'au début du Xe siècle, il figure dans la « Cantilène de sainte Eulalie » composée en l'an 900. Le Poème de saint Alexis, qui date du XIe siècle, transforme le mot anima en aneme. Vers 1100, « la Chanson de Roland » utilise ce terme sous la forme « anme ». Outre des variantes dialectales telles « alme » ou même « arme », le mot se stabilise en français sous la forme « âme » au XIIIe siècle. Phonétiquement, la voyelle initiale [a] assimile la consonne qui suit et s'allonge, ce qu'indique l'orthographe érudite « âme » qui persiste jusqu'à ce jour.

### Sémantique
De nombreuses connotations religieuses, philosophiques, et psychologiques s'attachent au terme « âme », comme à son synonyme esprit, entré plus tardivement dans la langue française, sous la forme « espirit » au XIIe siècle, orthographiée « esprit » à partir du XIVe siècle. L'âme est unie au corps et à la matière, l'esprit en est détaché ; l'âme assure des fonctions vitales, l'esprit des fonctions mentales.
L'usage commun contemporain oppose les termes « âme » et « esprit ». Le nom « esprit » désigne les facultés intellectuelles de l'Homme, considérées dans leur ensemble, tandis que le nom « âme » signale un esprit humain doté principalement de facultés morales. Si le sens ordinaire du mot âme désigne aussi l'entité ontologique qui se sépare du corps après la mort, le terme esprit signale en outre que l'âme du mort a été raisonnable et pensante de son vivant. L'allusion à la mort évoque aussi le terme « fantôme ».

### Une définition complexe
- Si vous ne connaissez pas le sujet, laissez ce bandeau (vous pouvez alors contacter les auteurs).
- Si vous supprimez le contenu mis en cause (vous pouvez préalablement contacter les auteurs),

argumentez précisément cette suppression dans la page de discussion
(un manque de référence n'est pas un argument ; une recherche réelle de référence doit avoir été effectuée, être formellement documentée).

#### Définition de l'âme
Le dictionnaire philosophique Lalande a proposé la définition suivante de l'âme : "Principe de la vie, de la pensée ou de toutes deux à la fois, en tant qu'il est considéré comme une réalité distincte du corps par lequel il manifeste son activité." Et il cite Aristote: " L'âme est ce par quoi nous vivons, nous sentons et nous pensons ". Il ajoute que cette réalité peut être conçue soit comme matérielle comme chez Epicure ou Tertullien, soit comme immatérielle, comme chez Descartes et il précise plus loin que le " mot implique toujours une dualité de nature et de fins, une opposition, au moins provisoire, avec l'idée du corps, soit au point de vue métaphysique, soit au point de vue empirique, soit au point de vue moral " . Le dictionnaire ajoute que le terme âme présente le plus souvent chez les modernes une nuance religieuse la reliant à l'idée d'immortalité, à celle de Dieu considéré comme l'origine et le lien des âmes selon le christianisme (Descartes, Malebranche, Leibniz et Berkeley) Par ailleurs cette définition de l'âme doit être mise en relation avec les trois définitions aristotéliciennes distinctes de l'âme, à savoir l'âme pensante, principe de la pensée, l'âme sensitive, principe de la sensation et de la sensibilité que l'on rencontre chez l'homme et les animaux et l'âme végétative, qui produit la nutrition, la croissance, la reproduction et le déclin des êtres vivants.
De nombreuses conceptions religieuses, philosophiques, et psychologiques, ne peuvent se traduire en français que par ce terme unique d'âme. Ces conceptions, nées au sein de domaines anthropologiques variés, contemporains ou datant d'époques révolues, qui utilisent des mots propres à leur culture spécifique mais tous traduits par les seuls mots français d'âme ou d'esprit, offrent à ces termes une polysémie riche, souvent source de polémiques et d’ambiguïté.

#### Complexité
Quand la Société d’édition juive d’Amérique (en) a publié une nouvelle traduction anglaise de la Torah (en), les cinq premiers livres de la Bible, le rédacteur en chef, Harry M. Orlinsky (en), du Hebrew Union College, déclara que le terme « âme » avait été virtuellement éliminé de cette traduction parce que « le mot hébreu en question ici est « nèfèsh » ». Il a ajouté : « d’autres traducteurs l’ont interprété dans le sens de « âme », ce qui est tout à fait inexact. La Bible ne dit pas que nous avons une âme. « Nèfèsh » est la personne elle-même, son besoin de nourriture, le sang dans ses veines, son être ».
La New Catholic Encyclopedia dit : « le mot Nepes [nèphèsh] est un terme au sens beaucoup plus étendu que notre mot « âme » ; il désigne la vie (Ex 21.23 ; Dt 19.21) et ses diverses manifestations essentielles : la respiration (Gn 35.18 ; Jb 41.13.21), le sang (Gn 9.4 ; Dt 12.23 ; Ps 140(141).8), le désir (2 S 3.21 ; Pr 23.2). Dans l’Ancien Testament, l’âme n’est pas une partie de l’homme, mais l’homme tout entier, l’homme en tant qu’être vivant. Pareillement, dans le Nouveau Testament, l’âme désigne la vie humaine : la vie d’un individu, d’un sujet conscient (Mt 2.20 ; 6.25 ; Lc 12.22-23 ; 14.26 ; Jn 10.11, 15, 17 ; 13.37) ».

#### Âme et esprit
En français il existe souvent une confusion entre les mots « âme » et « esprit ». Cette confusion résulte de la difficulté de traduire les termes originaux correspondants, qui sont issus de l’hébreu (nèphèsh : âme, rouah : souffle) et du grec antiques (psyché : âme, pneuma : souffle), de manière uniforme parce que ces mots sont tous deux polysémiques.
Le terme âme se distingue du mot esprit en ce qu'il contient l'idée d'une substance individuelle, et en ce qu'il est plus compréhensif, le mot esprit s'appliquant surtout aux opérations intellectuelles.

#### Être une âme
Théo, l’Encyclopédie catholique pour tous explique : « La Bible ne distingue pas clairement en l’homme le corps et l’âme, division qui trouve son origine dans la philosophie grecque. (…) L’homme selon la Bible est un tout».
La New American Bible (en), traduction catholique, déclare : « dans le Nouveau Testament, « sauver son âme » (Mc 8:35) ne signifie pas sauver une part « spirituelle » de l’homme, par opposition à son « corps » (au sens platonicien), mais toute sa personne, l’accent étant mis sur le fait que la personne vit, désire et aime, etc., en plus d’être concrète et physique ».
Le Dictionnaire encyclopédique de la Bible de l'Abbaye de Maredsous explique : « Le sens du mot psuchē dans les paroles de Jésus (Mc 3,4; 8,35s; 10,45; 12,30; 14,34 par.; Lc 12,16-20; Mt 6,25; 10,28; 11,29) et dans les passages johanniques voisins (Jn10,11-18; 13,37; 15,13; 1 Jn 3,16) est conforme à l'usage du judaïsme palestinien de l'époque néotestamentaire. Seul Mt 10,28 suppose le dualisme anthropologique âme-corps d'origine grecque. Les autres textes se situent en continuité avec l'usage vétérotestamentaire. Il y a même des cas où psuchē, tout comme nepeš, équivaut purement et simplement au pronom personnel réfléchi (Mc 10,45; 14,34; 6,25; 11,29) et ne connote donc pas de signification théologique. Un usage analogue de psuchē, inspiré de l'A.T., se retrouve dans les autres écrits du N.T., où le mot psuchē peut aussi signifier un être vivant, animal (Ap 16,3) ou homme (Rm 13,1), ou avoir la valeur d'un pronom réfléchi (Hé 10,39; Jc 1,21; 5,20; 1 1,9; 4,19). »

#### Être et avoir une âme
La confusion s’installe quand ceux qui la définissent fusionnent ces deux acceptions : être et avoir une âme, témoin ce qu’on a dit à propos de Platon : « s’il parle parfois de l’une des trois parties de l’âme, l’« intelligible », comme étant nécessairement immortelle, alors que les deux autres sont mortelles, il laisse aussi entendre qu’il y a deux âmes dans un même corps, l’une immortelle et divine, l’autre mortelle » (cf. infra Philosophie).

## Religions
La notion d’âme joue un grand rôle dans les croyances religieuses. Avec ce concept vitaliste, la mort devient moins mystérieuse : lorsqu’une personne meurt, son âme la quitte, raison pour laquelle son corps devient inerte ; cette âme pourrait alors aller vers un au-delà (comme un paradis ou un enfer). Concentrant la fonction vitale essentielle, l’âme est alors porteuse d'un espoir de vie éternelle ou de résurrection et rien ne s'oppose même à sa réincarnation[citation nécessaire].
Par extension, tout élément naturel, par exemple une montagne, est considéré dans certaines cultures comme investi d'une âme avec laquelle il serait possible d'interagir. Cette perception est propre à l'animisme.

### Babylone
Le professeur Morris Jastrow Jr, de l’Université de Pennsylvanie, aux États-Unis a écrit dans son livre The Religion of Babylonia and Assyria : “ Dans le monde antique, l’Égypte, la Perse et la Grèce subirent l’influence de la religion babylonienne. (...) Étant donné l’ancienneté des rapports entre l’Égypte et la Babylonie, que révèlent les Tablettes d’el-Amarna, les pensées et les coutumes babyloniennes eurent sans aucun doute de multiples occasions de s’infiltrer dans les cultes égyptiens. (...) [À Babylone], ni le peuple ni les chefs religieux n’envisageaient que ce qui est venu à la vie puisse un jour s’éteindre définitivement. Ils voyaient la mort comme le passage à une autre forme de vie, et la négation de l’immortalité [de la vie présente] soulignait simplement l’impossibilité d’échapper au changement d’existence introduit par la mort. ”

### Égypte antique

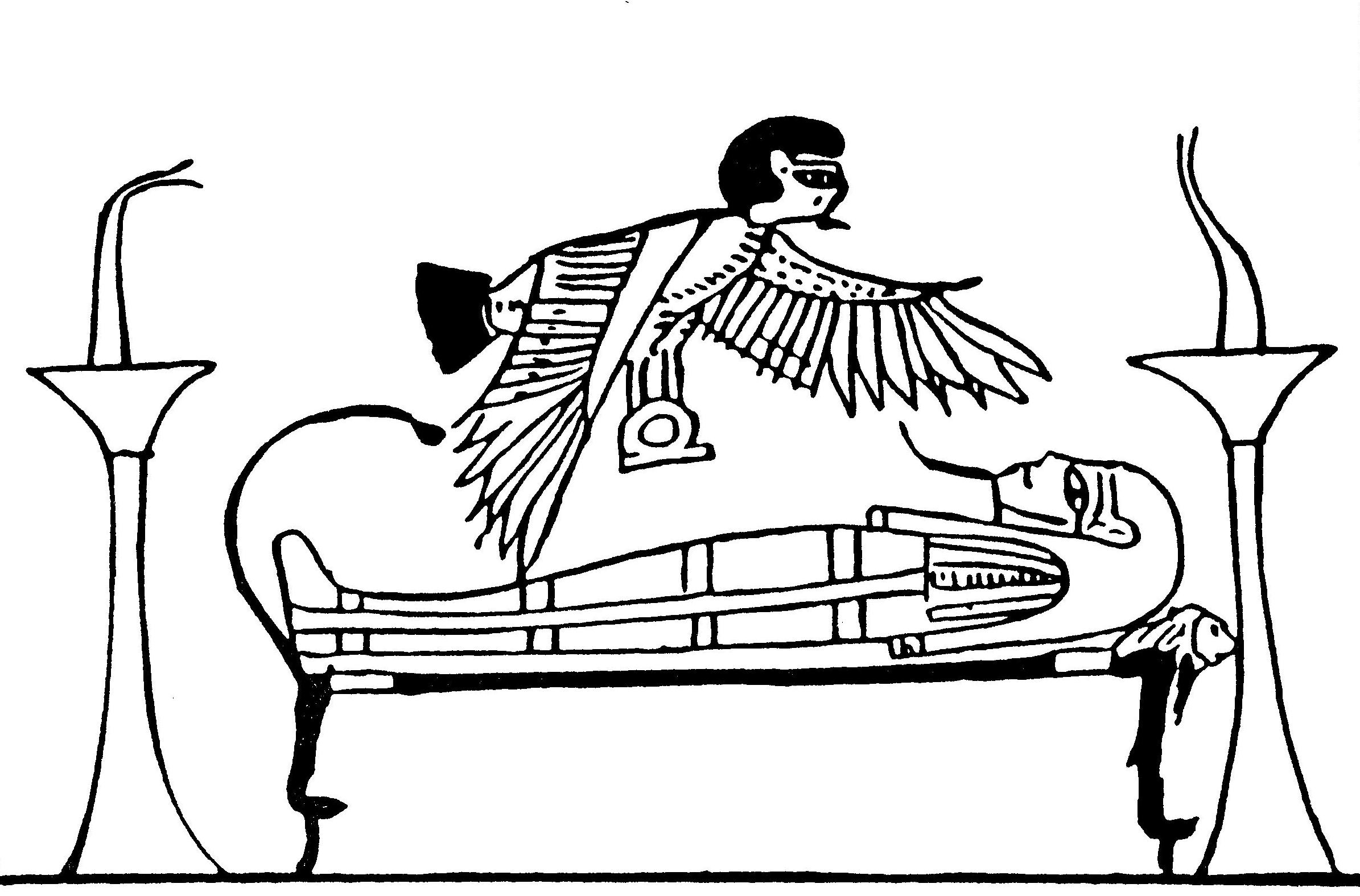
Le ba et la momie.

La culture égyptienne antique, de l'époque des premières pyramides à l'invasion hellénique sous Alexandre le Grand, utilisait un ensemble de notions spécialisées pour décrire l'entité psychosomatique du Pharaon.
Christian Jacq a énuméré les composantes de l'âme selon les croyances de l'Égypte pharaonique : « L'initié égyptien prend conscience des neuf éléments essentiels de l'être : [1] le corps [djet], image matérielle du grand corps céleste ; [2] ka, dynamisme créateur ; [3] [l'âme], ba, possibilité d'incarner le divin sur cette terre ; [4] l'Ombre [shut], reflet de la vérité ; [5] l' akh, lumière de l'esprit ; [6] le Cœur [ab], siège de la conscience ; [7] le sekhem, puissance de réalisation ; [8] le Nom [rèn], vérité ultime de toute création ; [9] le sakh, corps spiritualisé. […] ».

### Inde et Extrême-Orient

#### Védisme, brahmanisme, hindouisme
Appelée Atma, jivatma, anu-atma, ou encore vijnanam brahman dans l'hindouisme, l'âme serait logée dans le cœur, « siège de la conscience ». Selon les hindous partisans de la perspective Dvaita (« dualiste »), l'âme est définie comme une infime parcelle d'énergie, partie intégrante du Jiva ou du purusha : l'âme demeure cependant toujours distincte du Brahman ou de l'Âtman et ne l'égale jamais, car si elle en possède des attributs, ce n'est pas en raison de sa délivrance ou de sa libération par rapport à la souffrance. Elle constituerait l'énergie marginale de śakti liée à prakṛti de nature insensible, car, en tant qu'énergie marginale, elle pourrait pencher soit vers l'énergie matérielle, soit vers l'énergie spirituelle en raison de Māyā. Mais pour les philosophies hindoues Advaita Vedanta et Vishishtâdvaita, au contraire, l'âme individuelle délivrée des réincarnations est le Brahman, les âmes partagent la même nature essentielle du Brahman (« Âme universelle »).

#### Bouddhisme
Le concept le plus proche de celui de l'âme est celui de citta, l'esprit au sens le plus général, dans ses aspects intellectuels et émotionnels (« mental-cœur »). L'esprit dans le bouddhisme recouvre les aspects du mental au sens général (nāma), du mental propre à l'espèce humaine (manas), de la conscience (vijñāna), voire de l'inconscient (bhavaṅga srota, ālayavijñāna). La différence essentielle avec les autres doctrines religieuses est que cette « âme », bien que de nature différente du corps et des objets matériels, est de nature conditionnée et non transcendante, selon l'enseignement bouddhique de l'impersonnalité et de la vacuité des phénomènes. Sans nature propre ultime, changeant à chaque instant, soumise aux lois de la causalité, il n'est pas question pour elle d'une quelconque survie après la mort, la « réincarnation » dans le bouddhisme n'impliquant pas une âme « immortelle » (voir Punarbhava).
Cependant et alors que dans le bouddhisme Zen, on ne se préoccupe pas de concept d'âme ou de ce qui survit après la mort du corps physique, le bouddhisme tibétain, quant à lui, estime que l'âme se confond avec les vies successives (Saṃsāra) liées à la loi de la cause et de l'effet (Karma). Ainsi, et indépendamment de la notion de corps ou de ré-corporation physique, celle-ci n'a d'existence dans l'esprit (Buddhi) que pour finir par embrasser ou par se résorber dans la vacuité (Śūnyatā) des phénomènes.

### Religions nées au Proche-Orient

#### Judaïsme
Dans la Bible hébraïque Nephesh est l'un des mots traduits par âme. L'équivalent en grec dans la Septante et le Nouveau Testament est Psyché en grec. Le mot Nephesh, (נֶפֶשׁ) peut être traduit de plusieurs autres façons, le plus souvent être vivant, souffle. Les autres « vies animales » (traduction approximative de nefesh 'hayim) sont également pourvues d'un nefesh.
Ce n'est qu'à propos de la Création de l'homme que la Bible mentionne la neshama que Dieu lui a insufflée (traduit par âme, mais litt. « souffle de vie ») dans ses narines, faisant de lui un être vivant. (Gn 2,7.). Dans le texte biblique, l'homme ne possède pas une âme, il est une âme. À sa mort, l’homme retourne au Shéol, le néant, jusqu'à la résurrection. Selon le Guilgoul haneshamot, issu de thèses kabbalistiques, il existe cinq niveaux d'âme.
Pour le judaïsme, l'âme est pure à la naissance ; les gens naissent avec un yetzer haTov (יצר הטוב), une tendance à faire le bien, et un yetzer haRa (יצר הרע), un penchant au mal. Chacun jouit donc du libre arbitre, y compris en matière de mener sa vie.
La mystique juive, depuis le IIe siècle, considère que l'homme possède, en plus du corps physique, plusieurs âmes. Les néo-platoniciens juifs Abraham ibn Ezra (vers 1150) et Abraham bar Hiyya distinguent trois parties : nêfesh, ru'ah, neshamah ; les kabbalistes ajoutent hayyah, yehidah. « Les cinq noms de l'âme, sont, dans un ordre ascendant : la nêfesh (esprit), le ru'ah (souffle, anima), la neshamah (âme, spiritus), la hayyah (vie), et la yehidah (union). Si on groupe en un acronyme les initiales de chacun de ces termes on obtient le mot naran-hai, NaRaN-HAI. C'est la doctrine du kabbaliste Isaac Louria, vers 1570, à Safed.

#### Christianisme
Alors que la pensée juive voit dans l'homme un tout, et perçoit la résurrection des morts comme un corps recomposé et réanimé, le judaïsme hellénistique puis le christianisme hellénisé, qui ont repris la distinction grecque entre le corps mortel et l'âme immortelle, considèrent la résurrection des morts comme la restitution à l'âme de son corps rétabli par la puissance de Dieu.
Déjà chez les Pères apostoliques, il y a des allusions à une idée de jugement individuel de l'âme aussitôt après la mort. Ignace d'Antioche (35-110) dit dans sa lettre aux Romains avoir hâte d'être la pâture des bêtes pour trouver Dieu, et appelle les fléaux du diable pour rencontrer Jésus Christ (Romains 4, 1 et 5, 3). Clément de Rome (mort après 98) écrit dans sa lettre aux Corinthiens que les apôtres Pierre et Paul sont entrés directement dans le lieu saint, séjour de la gloire, après leur martyre pour y trouver la compagnie des martyres et des saints (I Clément 5, 4-5). Justin de Naplouse (100-165) semble faire allusion à un jugement particulier au moment de la mort. Les Anciens de Smyrne savent que Polycarpe de Smyrne (né vers 70 et mort vers 160) est dit avoir reçu en mourant martyr la couronne d'immortalité (Martyre de Polycarpe 17, 1). Le culte en l'honneur des martyres se développe dès le second siècle et au troisième, et Cyprien de Carthage (200-259) fait état de l'usage de l'Eucharistie à cette occasion. Ce culte s'étendra vers la fin du quatrième siècle à ceux qui sont saints sans pour autant avoir été martyrisé.
Irénée de Lyon (135-202) et les chrétiens de son époque considéraient l'âme invisible comme mortelle mais ne devenant immortelle que par un don de Dieu. L'École théologique d'Alexandrie à laquelle appartenaient Clément d'Alexandrie (150-215) et Origène (184-253), s'appuie sur l'idée du philosophe juif Philon d'Alexandrie (20 av. J.-C. - 45 apr. J.-C.) selon laquelle immortalité et incorruptibilité sont des qualités divines qui s'appellent réciproquement.Tertullien (155-220) de son côté, pensait que " certaines vérités nous sont connues naturellement comme  par exemple l'immortalité de l'âme " (De resurrectione 3, 1-3) Pour Athanase d'Alexandrie (297-373), la nature immortelle et raisonnable de l'âme découle de ce qu'elle se meut d'elle-même. Augustin d'Hippone (354-430), dans l'esprit des idées platoniciennes écrit que l'âme humaine est immortelle car la vérité réside en elle, et que si elle est rationnelle et intelligente, c'est que se trouve gravée en elle son immortalité. Plus tard, le gallo-romain Claude Mamert (420-430), ami de Sidoine Apollinaire (430-486), s'inspirant du néo-platonisme et du néo-pythagorisme, écrira un ouvrage consacré à l'immatérialité et l'immortalité de l'âme qui lui vaudra un certain succès au Moyen Âge avec Abélard (1079-1142) et Alain de Lille (1117-1202).
En 993, un concile réuni au Latran procéda à la canonisation la plus ancienne connue d'un évêque qui fut ajouté au nombre des saints, et à l'occasion de laquelle il est précisé que par les prières et les mérites des saints on a un secours auprès du Dieu très clément. Le second concile de Lyon de 1274 enseigne que, juste après leur mort, les âmes des défunts sont jugées et envoyées suivant leur comportement antérieur, soit directement au ciel, soit au purgatoire soit encore en enfer. En 1312, le concile de Vienne enseigne que la substance de l'âme rationnelle est vraiment et par elle-même la forme (au sens aristotèlo-thomiste du terme) du corps. En 1513 le concile de Latran V condamne formellement les néo-aristotéliciens qui nient l’immortalité de l’âme.

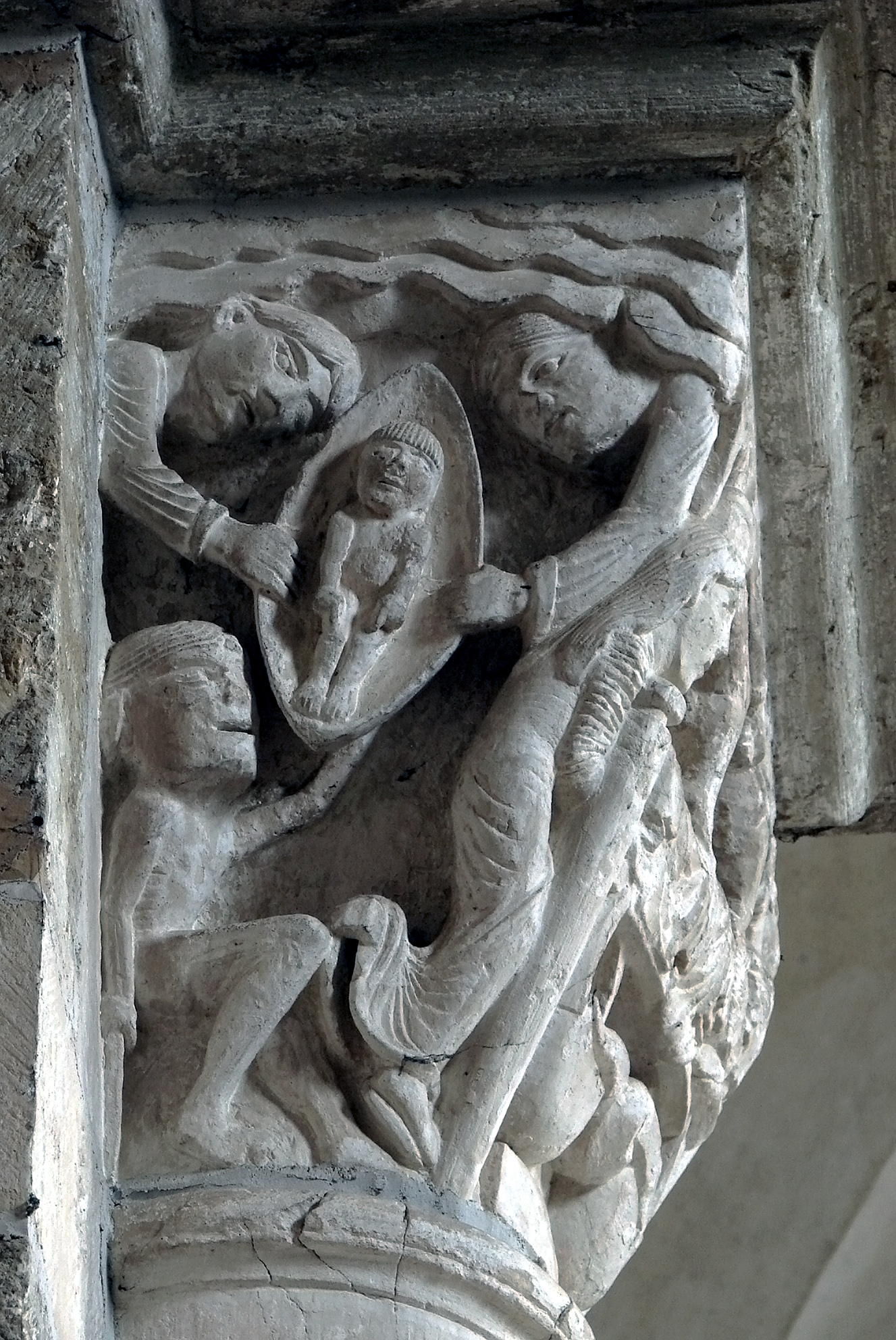
L'âme de Lazare dans sa mandorle (Vézelay)

Pour la plupart des chrétiens, l'âme est un principe de vie, distinct du corps, établi doctrinalement par le pape Zosime en 418 au concile de Carthage. L'âme est marquée par le péché originel. Cependant ce péché est racheté de deux façons : d'une manière collective via la Passion et la Résurrection du Christ ; et d'une manière individuelle par le baptême et par le sacrement de pénitence et de réconciliation. Tout comme dans la religion juive, l'individu jouit d'un plein libre arbitre.
L'Église catholique enseigne que chaque âme spirituelle est créée par Dieu et qu'elle est immortelle : elle ne périt pas lors de sa séparation du corps dans la mort, et elle s'unira de nouveau au corps lors de la résurrection finale. Pour les catholiques, l'âme est immortelle et le jugement après la mort fait en sorte qu'elle va au ciel, au purgatoire ou en enfer en attendant le Jour du jugement, principalement en fonction du péché originel et des autres péchés mortels commis durant la vie humaine. Il n'y a cependant qu'une seule vie, partagée chronologiquement en trois : l'une terrestre, liée au corps, l'autre céleste, où l'âme jouit de la vision de Dieu (béatitude ou félicité), et enfin la vie de la résurrection des corps.
Ce concept est parfois remis en question, y compris au sein de l’Église catholique, comme le rappelle Jean-Michel Maldamé. Pour d’autres il entre en contradiction avec la croyance dans la résurrection des morts.
Selon Antoine Nouis, pour les protestants, la croyance en l'immortalité de l'âme est une croyance grecque, conception à laquelle la croyance en la résurrection s'oppose. Il affirme : « Dans la bible l'homme est un, il est corps, âme et esprit sans qu'on puisse séparer ces trois dimensions ».

#### Islam
L'islam distingue trois entités spirituelles de l'être humain : L'âme (Rouh روح ou Pneuma), Le psyché (Nafss نفس ) et l'esprit (3akl عقل ).
L'âme quitte le corps après la mort c'est une substance primaire et immortelle, l'esprit est le côté raisonnable de l'être humain qui est la base de tout jugement dernier.
L'union de l'âme et de l'esprit constitue l'être en lui-même où le psyché (Nafss) = (le soi-même).
Le Coran compare le sommeil à une mort:

« 42. Allah reçoit les âmes au moment de leur mort ainsi que celles qui ne meurent pas au cours de leur sommeil : Il retient alors celles à qui Il a décrété la mort, tandis qu'Il renvoie les autres (vers leurs corps avant le réveil) jusqu'à un terme fixé. Il y a certainement là des signes/preuves pour des gens qui réfléchissent. »

Dans la sourate 17 (Al-isra) du Coran, la science de l’esprit est mentionnée comme une science exclusive à Dieu :

« وَيَسْأَلُونَكَ عَنِ الرُّوحِ قُلِ الرُّوحُ مِنْ أَمْرِ رَبِّي وَمَا أُوتِيتُمْ مِنَ الْعِلْمِ إِلَّا قَلِيلًا »
85 : « Et ils t'interrogent au sujet de l’esprit, - Dis : « l’esprit relève de l'Ordre de mon Seigneur ». Et Il ne vous a été donné que peu de connaissance. »

Dans le chiisme, l'âme est l'attribut animé qui habite un corps matériel durant la vie, puis reçoit son jugement lors du passage vers l'au-delà, la deuxième mort où elle est arrachée du corps matériel existant tant que l'esprit n'a pas été renouvelé ou détruit.

« Et par l’âme et Celui qui l’a harmonieusement façonnée, et lui a alors inspiré son immoralité, de même que sa piété !
— Sourate 7 » »

L'âme est chargée selon les capacités de chaque être. Elle est éternelle épurée et muable purifiée.
L'esprit quant à lui est le sujet muable dans l'existence où il est discontinu tout comme dans l'essence où il est continu. Tout objet existant est doué d'esprit partiel relatif à sa substance. L'esprit de toute partie est la qualité abstraite de toute partie des scènes réelles soumises aux règles de la logique.
Tout objet sans âme et sans esprit est figé.
En plus des âmes et des esprits, Dieu éternel immuable est l'unique juge des mondes.

### Animisme
Dans plusieurs civilisations se trouve la croyance en une âme, une force vitale, animant les êtres vivants, les objets mais aussi les éléments naturels, comme les pierres ou le vent.

## Philosophie
(février 2020).

### Histoire de la philosophie

#### Platon
Selon les Définitions de Platon, l’âme est « ce qui se meut soi-même ; cause de mouvement vital chez les êtres vivants ». Pour Platon, l'âme définit l'homme et est principe de vie : dès l’Alcibiade majeur, il affirme « que c'est l'âme qui est l'homme ». Selon Platon, si elle ressemble aux Idées, aux Formes idéales, au divin, l’âme est déchue parce qu’elle est tombée dans le corps, alors qu’elle accompagnait les dieux dans le monde des Idées. La seule définition donnée par Platon est celle-ci : l'âme est « un mouvement qui se meut soi-même »,. Alors que le mécanisme matérialiste ne connaît que les corps, le hasard et le mouvement, Platon estime que ce mouvement n’a pu naître et durer que par l’action d’une cause intelligente et immatérielle : or l’âme est cette cause universelle.
En tant que cause universelle, elle peut produire le bien autant que le mal. Elle ne deviendra infailliblement bonne que par la présence de l’Intellect. L'âme comporte trois niveaux ou facultés : 1) Epithumia (ἐπιθυμία), « l'appétit », c’est l’espèce concupiscible, le niveau désirant des envies inférieures (faim, soif, etc.) 2) Thumos (θυμός), « la colère », est l’espèce irascible, le niveau agressif des passions, et 3) Logistikon (λογιστικόν), « le raisonnable », est l’espèce rationnelle, le niveau divin du noûs, qui seule est immortelle (mythe de l’attelage et du cocher dans le Phèdre). La pensée de Platon toutefois a évolué. Dans le Phédon, Platon admet une âme ; dans La République, il admet trois espèces d’âme ; dans le Phèdre il fait une présentation imagée de l'âme sous la figure d'un attelage avec un cheval noir qui représente l’espèce pulsionnelle, désirant les plaisirs du monde et entraînant la chute de l'âme, un cheval blanc qui représente l’espèce aspirant à la beauté, aux Idées platoniciennes, et le cocher représentant l'esprit tentant de concilier ces deux penchants opposés de l'âme ; Platon, dans le Timée, à la fin de sa vie, admet trois espèces d’âme. Cette triple spécification de l’âme humaine remonterait à Pythagore.
Dans le Phédon, La République et le Timée, Platon développe le mythe de la métempsycose suivant lequel l’âme après la mort du corps rejoint le monde des Idées ou un autre corps suivant les catégories du juste ou du méchant ; les trois espèces de réincarnation envisagées correspondent à la prédominance d'une des trois espèces de l'âme : réincarnation en animaux licencieux si l'appétit domine, en bêtes de proie si l'agressivité domine, en animaux grégaires si la partie raisonnable domine.

#### Aristote

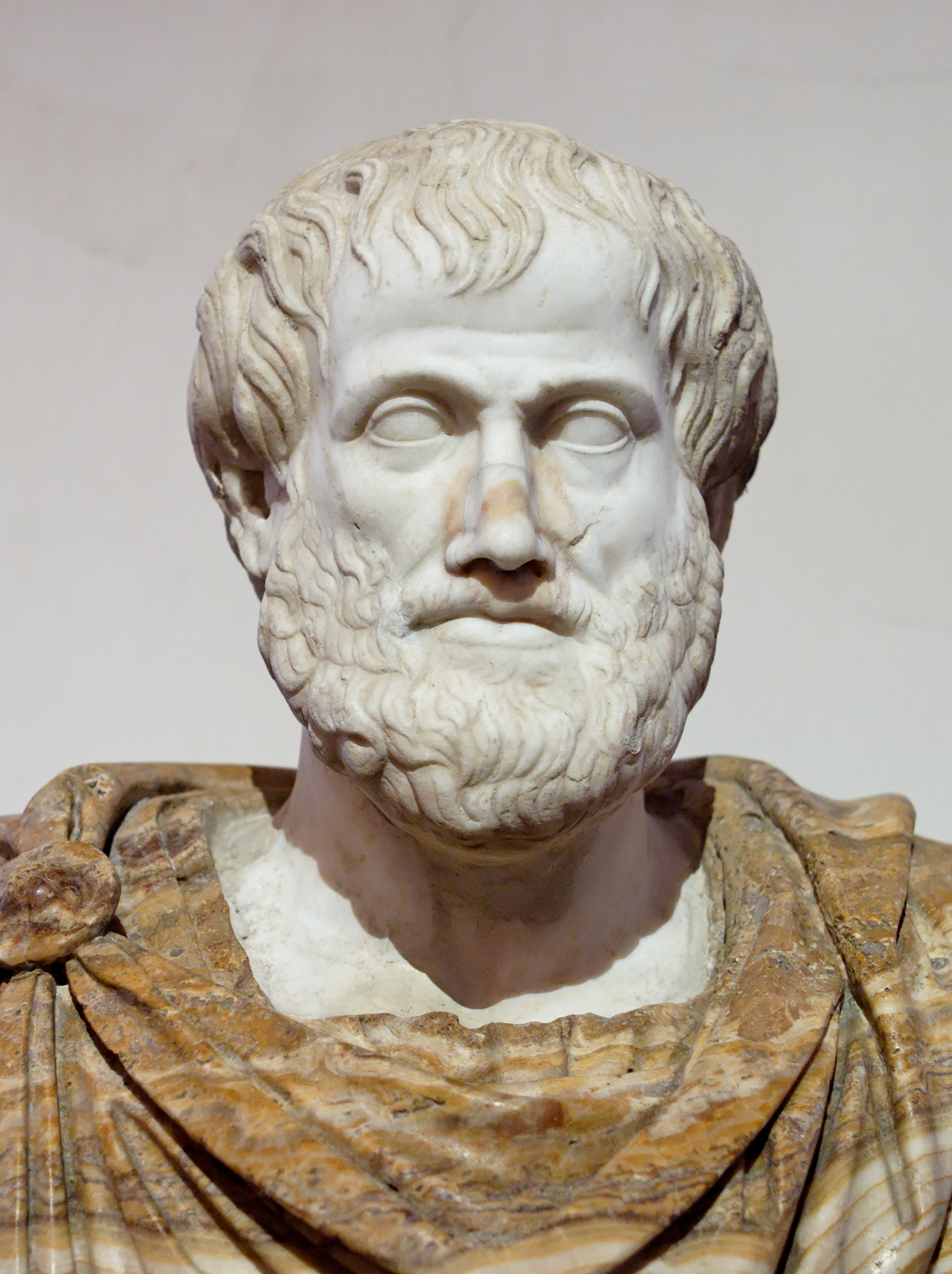
Buste d'Aristote.

Aristote, dans son traité De l'âme écrit vers 330 av. J.-C., fait l’économie du concept des Idées, l’âme et le corps ne sont plus deux réalités distinctes, mais une seule et même substance qui a pour matière le corps et pour forme l’âme (ce qui est en Puissance et acte). Sa définition la plus commune de l'âme (c'est-à-dire celle qui convient à toutes les âmes) est la suivante : 
« L'âme est l'acte premier d'un corps organisé. »
Il distingue trois ou quatre grandes fonctions ou facultés (dynameis) ou formes de l'âme (psyché), qui marquent les étapes d'un développement de l'âme : 
1. L'âme nutritive ou végétative (threptikê psuke) est la capacité d'assimiler les éléments extérieurs, elle appartient à tous les vivants, plantes et animaux, qui croissent ; elle est groupée avec la faculté générative (gennêtikê), fonction de procréation. Ensemble, on a la fonction végétative ;
2. L'âme sensitive (aïsthétike psuke) et discriminative apparaît chez les seuls animaux, avec les sens (du plus bas au plus haut : le toucher, le goût, l'odorat, l'ouïe, la vue), la perception du plaisir et de la douleur, le désir, puis - pour l'homme - l'imagination et le bon sens (khoïnon aïsthétikon : l'homme sent qu'il sent et discrimine les diverses sensations) ;
3. la faculté motrice, intermédiaire entre le désir et l'intellect, qui fait que les animaux les plus parfaits peuvent se mouvoir pour satisfaire leurs besoins ;
4. L'âme pensante (dianoetike psuke) raison, l'intellect discursif (dianoia) par lequel on juge et on raisonne et, au-dessus l'intellect (noûs) n'appartient qu'à des êtres « comme l'homme et tout être de cette sorte ou supérieur, s'il en existe »[72] Aristote distingue dans l'intellect (noûs), l'un passif et individuel  (noûs patheticos) qui disparaît après la mort, et l'autre actif (noûs poieticos), qui est universel, commun donc à tous les hommes et immortel[73].

Al-Kindi rapporte qu’Aristote dit de l’âme qu'elle est substance simple dont les actions se manifestent dans les corps.

#### Épicure
Pour Épicure (né en -342, décédé en -270), et plus tard pour Lucrèce (né en -98, décédé en -55), l’âme est matérialisée ; elle est, comme le corps, mortelle et rien ne subsiste d'elle après la mort. Elle est une dispersion d’atomes dans le corps. Contrairement à Platon et Aristote, Épicure ne pense pas que l’âme participe d’un Tout, d’une âme divine. Pour lui, les dieux ne s’occupent pas des choses humaines.

#### Stoïcisme
Avec le stoïcisme, l’ensemble du monde est corps. Cette conception du corps est étrangère à notre conception contemporaine, par exemple la nuit est un corps, de même l’âme est un corps. La notion de Pneuma, que certains peuvent rattacher à la notion d'âme, est un feu. Il n'est pas individuel mais touche l'ensemble de l'Univers (Cosmos). Le philosophe stoïcien Chrysippe considère le Pneuma comme l'expression du Logos (la Raison) dans la structuration de la matière. En effet, les Stoïciens ont une approche panthéiste et déterministe (voir destin chez les stoïciens) du monde et prennent pour synonymes les termes de Nature, de Raison et de Dieu. Nous ne disposons pas de source stoïcienne ancienne directe portant sur la manière dont le Pneuma se manifesterait dans le corps humain, mais selon le philosophe néo-platonicien Jamblique, les stoïciens anciens le découperaient en huit parties : les cinq sens, la zone reproductrice, la parole et une région qui contrôle toutes les autres, l’hêgemonikon. Il existe une réelle différence avec Platon et Aristote sur les distinctions dans la nature de l’âme, pour les stoïciens, la distinction est génétique, elle participe d’une ontogenèse : âme du fœtus, âme de l’enfant, âme de l’adolescent, âme de l’adulte.

#### Aristoxène
Pour Aristoxène, l'âme est « une sorte de tension du corps même, comparable à ce qui dans le chant et sur la lyre s'appelle harmonie : de l'ensemble du corps, en raison de sa nature et de sa disposition, se dégagerait une gamme de mouvements analogues aux tons dans le chant ». Ceci renvoie à l'insaisissable théorie pythagoricienne de l'harmonie des sphères qui veut que la musique réponde à un ordre, le cosmos, dans lequel neuf sphères se meuvent et produisent un son. Par analogie, l'âme serait donc pour les pythagoriciens, un ordre supérieur. À l'échelle individuelle, l'âme apparait comme l'aptitude d'un individu à répondre de cet ordre. De là provient sans doute l'idée antique que la musique a le pouvoir de guérir et de changer l'état des individus.

### Définition de l'âme par le vocabulaire philosophique de Lalande.
Le vocabulaire de la philosophie d'André Lalande distingue dans le terme âme deux significations différentes : 1. " principe de la vie, de la pensée ou de toutes deux à la fois, en tant qu'il est considéré comme une réalité distincte du corps par lequel il manifeste son activité." Il ajoute que cette réalité peut être conçue "soit comme matérielle, soit comme immatérielle. 2. Principe d'inspiration morale. Il apparaît que le mot "implique toujours un dualisme de nature et de fin, une opposition au moins provisoire, avec l'idée du corps, soit au point de vue métaphysique, soit au point de vue empirique, soit au point de vue moral, soit même au point de vue esthétique". Le mot âme se distingue du mot esprit en ce qu'il contient l'idée d'une substance individuelle, et en ce qu'il est plus compréhensif, esprit s'appliquant surtout aux opérations intellectuelles.

## Sciences

### Neurosciences
Les neurosciences en tant que champ interdisciplinaire, et en particulier la branche des neurosciences cognitives, opèrent selon l'hypothèse ontologique du physicalisme. En d'autres termes, afin de faire de la science, elles présupposent que seuls les phénomènes fondamentaux étudiés par la physique existent. Ainsi, les neurosciences cherchent à comprendre le phénomène de l'esprit dans le cadre selon lequel la pensée et le comportement humains sont uniquement causés par les processus physiques se déroulant dans le cerveau. Elles opèrent par la voie d'un réductionnisme en recherchant une explication pour l'esprit en termes d'activité cérébrale,.
Pour étudier l'esprit en termes d'encéphale, plusieurs méthodes de neuroimagerie fonctionnelle sont utilisées afin d'étudier les corrélations neuroanatomiques de divers processus cognitifs qui constituent l'esprit. Les indices obtenus par imagerie cérébrale indiquent que tous les processus de l'esprit ont des correspondances physiques dans les fonctions cérébrales. Toutefois, de telles études de mise en corrélation ne peuvent déterminer si l'activité neurale joue un rôle causal dans la survenue de ces processus cognitifs (la corrélation n'implique pas la cause) et elles ne peuvent déterminer si l'activité neurale est nécessaire ou suffisante pour que de tels processus surviennent. L'identification de la cause et des conditions nécessaires et suffisantes requiert des manipulations expérimentales claires de cette activité. Si une manipulation de l'activité cérébrale modifie la conscience, alors un rôle causal pour cette activité cérébrale peut être déduit,. Les deux types d'expérience de manipulation les plus courants sont les expériences de perte de fonction et d'augmentation de fonction. Dans une expérience de perte de fonction (également dite « de nécessité »), une partie du système nerveux est diminuée ou enlevée dans une tentative de déterminer si elle est nécessaire à la survenue d'un certain processus. À l'inverse, dans une expérience d'augmentation de fonction (également dite « de suffisance »), un aspect du système nerveux est étendu par rapport à la normale. Les manipulations de l'activité cérébrale peuvent être réalisées via stimulation électrique du cerveau (en), stimulation magnétique du cerveau utilisant la stimulation magnétique transcrânienne, l'utilisation de psychotropes, l'optogénétique et en étudiant les symptômes des cas de lésion cérébrale. De plus, les neuroscientifiques étudient comment l'esprit se développe avec le développement du cerveau.

### Physique
Le physicien Sean M. Carroll a écrit que l'idée d'une âme est en opposition avec la théorie quantique des champs (en anglais quantum field theory, en abrégé QFT). Il écrit que pour qu'une âme existe : « Non seulement une nouvelle physique est requise, mais une physique radicalement nouvelle. Dans la QFT, il ne peut y avoir une nouvelle collection de 'particules spirituelles' et de 'forces spirituelles' qui interagissent avec nos atomes habituels, car nous les aurions détectées dans des expériences existantes ». Pour qu’il y ait une « après-vie », il faudrait que la conscience soit complètement séparée de notre corps physique. Or, ce n’est pas le cas puisque la conscience n’est autre qu’une composition d’atomes et d’électrons qui nous dote de notre esprit. Les lois fondamentales de l’univers ne permettent pas à ces particules de perdurer après un décès ou, d’après ses termes, « il n’y aucun moyen que ces lois permettent que les informations stockées dans le cerveau humain survivent à notre disparition ». Le scientifique cite notamment l’équation de Dirac. Formulée en 1928 dans le cadre de la mécanique quantique relativiste de l’électron de Paul Dirac, cette dernière vise à décrire le comportement des particules élémentaires comme les électrons. Pour Sean Carroll, cette équation décrit de manière correcte la manière dont les électrons se comportent face aux énergies connues. Or justement, si la conscience devait réellement survivre au-delà de la mort du corps, alors cette équation serait entièrement fausse. Elle, mais également la plupart des théories en découlant, des théories pourtant vérifiées par de multiples observations menées au fil de ces dernières décennies. Toutefois, l'hypothèse de Caroll repose sur une analyse physicienne d'un sujet appartenant notoirement au champ de la métaphysique. Par exemple, s'il se trouve que Jésus-Christ ait réellement réussi à marcher sur les eaux d'un lac, ce ne peut être par la physique que ce phénomène soit expliqué, puisque celui-ci n'appartient justement pas au champ d'analyse de cette science.
À l'inverse, le Professeur Hans Halvorson de l'Université de Princeton a souligné une difficulté conceptuelle à rendre la mécanique quantique logiquement cohérente. Son débat de 2016 sur le sujet avec Sean Carroll, à l'Université de Caltech, est disponible via plusieurs sources sur le web. Halvorson fait remarquer que certaines interprétations du problème de la mesure en mécanique quantique semblent exiger une observation par un esprit ou un agent conscient (voir esprit quantique) pour effondrer la fonction d'onde afin d'obtenir un résultat déterminé. Puisque la mécanique quantique pose le principe d'une superposition en tant qu'état normal de la matière, un cerveau matériel devrait aussi se trouver dans un état indéterminé très semblable au chat de Schrödinger. Comment peut-il alors produire un résultat déterminé ? Halvorson soutient que cela nécessite logiquement quelque chose de très semblable à une âme immatérielle qui peut effectuer l'observation et effondrer la fonction d'onde. Ce problème général fut initialement mis en évidence par le physicien Eugene Wigner, qui pensait que l'effondrement de la fonction d'onde était dû à l'activité de l'esprit. Le physicien théoricien Roger Penrose et d'autres ont développé un point de vue similaire. La théorie de l'esprit quantique défendue par Roger Penrose notamment a été partiellement réfutée par un groupe de chercheurs australiens travaillant dans les universités de Sydney et du Queensland.
L'indétermination quantique (en) a été invoquée par certains théoriciens comme une solution au problème de la façon dont une âme pourrait interagir avec le corps, mais le neuroscientifique Peter Clarke a trouvé des erreurs dans ce point de vue, notant qu'il n'y a pas de preuve que de tels processus jouent un rôle dans les fonctions cérébrales et concluant qu'une âme cartésienne n'a aucune base en physique quantique.

### Biologie
Le biologiste Cyrille Barrette a écrit que « l'âme est un mot qui désigne une idée inventée pour représenter la sensation d'être habité par une existence, par une conscience ». Dans un court article auto-publié, Barette explique en utilisant des exemples simples que l'âme est une propriété émergente de l'organisation complexe de la matière dans le cerveau.
Charles Darwin explique que la vie est apparue de manière naturelle, et qu'elle a ensuite évolué par la sélection naturelle, niant ainsi toute participation d'un Dieu suprême, ayant créé les hommes avec une âme, dans ce processus mécanique. Selon Sean B. Carroll, biologiste, la vie serait apparue par hasard et ce, de manière purement matérielle, d'où l'inutilité d'évoquer l'existence d'une âme immatérielle pour nous guider.

### Paléoanthropologie
Selon Henry de Lumley, la conscience ne serait apparue que tardivement lors de l'évolution, débutant il y a 2,5 millions d'années. Au départ, les premières formes de vie en étaient dépourvues, ce qui implique nécessairement que la conscience s'est développée en même temps que l'Homme se développait, et qu'il y a un lien entre l'évolution matérielle du cerveau (cognition) et l'évolution de la conscience, contre l'idée de l'âme (voir paléoneurologie). Cela conforte l'idée défendue par Cyrille Barrette que la conscience se développe grâce à la matière dans le cerveau qui a, elle aussi, évolué.

## Psychologie
Pour la plupart des théoriciens, l'âme est l’intériorité de la pensée émotionnelle et mentale. En regard du monde extérieur, constitué d’objets palpables sur lesquels l’expérimentation peut avoir prise (dans l’acception scientifique communément admise, soit au sens de la physique et de la chimie), le psychologue envisage un monde intérieur où les souvenirs, les désirs, les images mentales, la douleur, la souffrance morale et les rêves ont leur champ d’action. Toute cette partie de la psychologie considère la conscience émotionnelle et mentale comme prépondérante sur l’étude du comportement que la psychologie comportementaliste met, elle, en avant. Il y a en la matière, pour le moins, querelle d’écoles et divergence d’opinions et de méthodes [réf. souhaitée].
En 1907, Duncan MacDougall a affirmé avoir mesuré le poids de l'âme à 21 grammes, en pesant six personnes avant puis après leur décès. Cependant ses expériences imprécises sur un échantillon trop faible ne sont pas considérées comme une preuve sérieuse . Il ne retenait que des personnes tuberculeuses et rejetait des individus qui contredisaient sa supposition. Il ne savait pas l'heure précise du décès des individus :
« [...] Nous avons eu beaucoup de difficultés pour déterminer le moment exact de sa [Homme2, nda] mort selon les critères habituels [...] »
Il fit la comparaison avec des chiens qui n'étaient pas tuberculeux, contrairement aux humains, et fit l'hypothèse que les chiens n'avaient pas d'âme avant de comparer les résultats.
Il fit aussi une interprétation a posteriori ainsi qu'un biais de raisonnement. Ces expériences n'ont pas été reproduites, même pas par le Dr McDougall. En tout cas, le résultat de telles études, positif ou négatif, n’a fait l’objet d’aucune autre publication. Par superstition et croyance, ce cas est devenu une légende urbaine en particulier depuis le XXIe siècle.

### Psychanalyse
Le terme d'« âme » est utilisé par Sigmund Freud dans ses premiers écrits, comme synonyme de l'« appareil psychique ». Il s'agit en réalité d'une métaphore pour désigner le fonctionnement endopsychique, perçu comme une entité cohérente en elle-même.

### Psychologie analytique
Dans le cadre de la psychologie analytique jungienne, le terme d'âme est en effet élevé au rang de concept. Il concerne à la fois l'homme ou la femme mature, dans leurs aspects conscient et/ou inconscient et dessine la totalité de la psyché, formée de l'inconscient collectif, de l'inconscient personnel, des complexes, du Moi, et des Archétypes.

## Littérature
Plusieurs écrivains ont utilisé le mot ou la notion d'âme dans leurs écrits,
- parfois dans le sens classique (« Je refuse l'oraison de toutes les Églises. Je demande une prière à toutes les âmes », Victor Hugo[96]).
- parfois pour exprimer ce qui se conservait d'un individu à travers les multiples altérations apportées par le temps (en particulier chez Proust).
- pour désigner l'entité souffrante de chacun (par exemple chez Georges Bernanos).
- pour distinguer l'esprit et des sens (chez Balzac) dans Le Lys dans la vallée « les qualités du cœur sont aussi indépendantes de celles de l'esprit que les facultés du génie le sont des noblesses de l'âme ».

### Homère

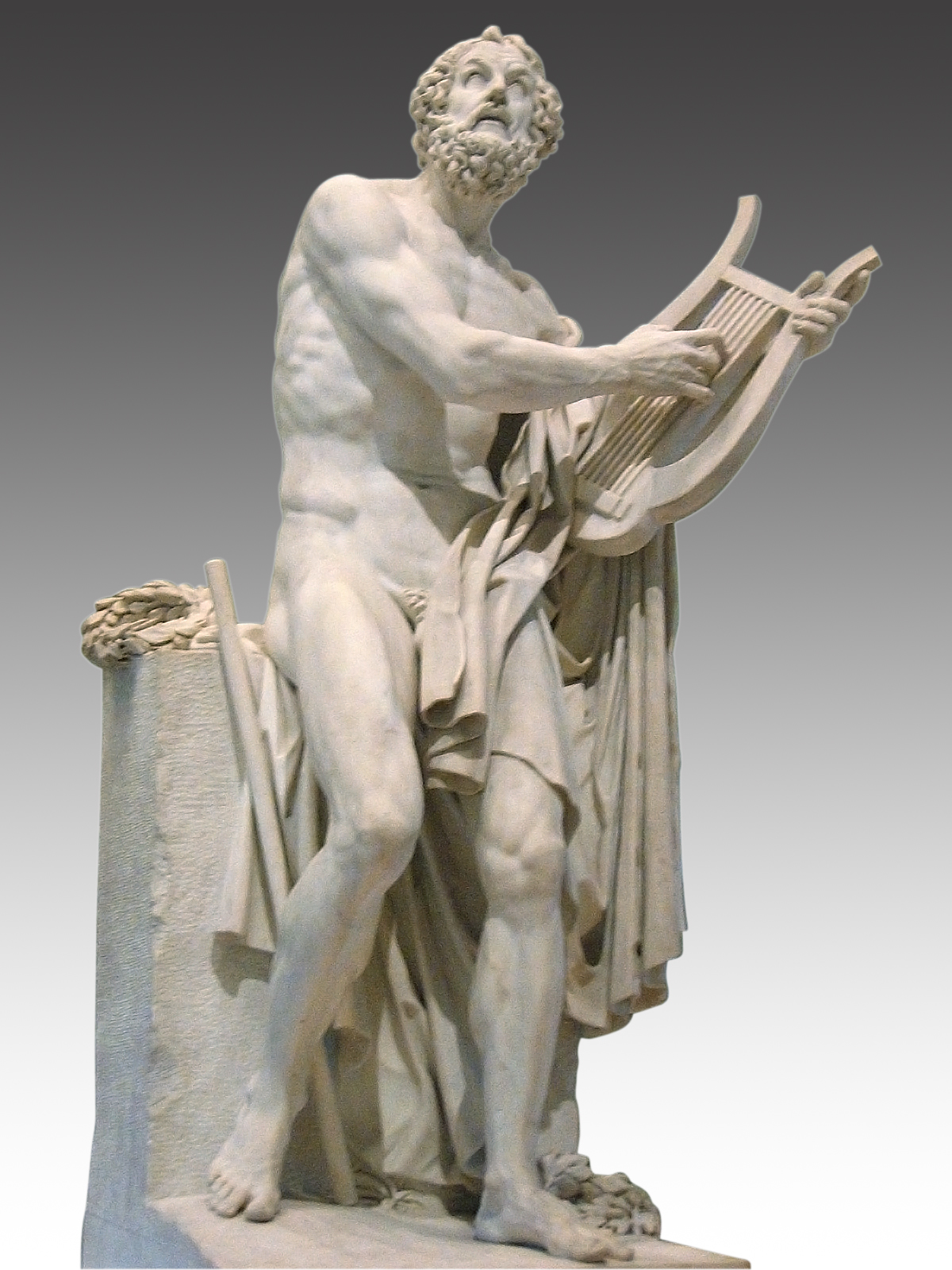
Homère (1812), par Philippe-Laurent Roland, musée du Louvre

Selon Homère, qui aurait vécu vers la fin du VIIIe siècle av. J.-C., l'être humain a deux « âmes », le thumos et la psychè : 
- Le thumos (« âme-sang ») est associé avec le sang et le souffle. Il désigne donc la capacité vitale de l'être humain et plus précisément sa capacité d'interaction avec le monde extérieur où s'exprime le besoin d'être reconnu. Le thumos est ce qui pousse à désirer et à agir, à s'exprimer dans le monde. L'être humain peut dialoguer avec son thumos en cas de détresse ou d'angoisse, il s'extériorise alors vis-à-vis de lui-même et se retrouve face à ses émotions. Le thumos est contenu dans les phrenes, c'est-à-dire les poumons ou la poitrine, et disparait après la mort[97],[98].

- La notion de psychè (« âme ») au contraire est presque toujours associée avec celles du sommeil, de l'évanouissement et de la mort. Elle n'est pas l'étincelle divine en l'homme, mais son ombre (skia) qui lui survit dans l'Hadès, sa consistance perdue, le souvenir de ce qu'il a été. Selon le mot de Walter F. Otto, elle est l'être de l'avoir-été[99]. Selon Richard Broxton Onians, elle est un principe de vie qui n'est pas concerné par la conscience ordinaire. Elle est associée plus particulièrement avec la tête. La psychè est un souffle inconsistant qui manifeste la fragilité humaine et souligne la différence entre l'homme et les dieux immortels. C'est par les rites orphiques[100], que la psychè va devenir l'âme, partie divine et supérieure de l'être humain, immortelle, souffrante dans le corps et destinée à conquérir un salut et une rédemption libératrice.

## L'art
Le concept de l'âme dans l'art est souvent associé à la spiritualité. Au sens large, une œuvre d'art est le reflet de l'âme de l'artiste. À différentes périodes de l'histoire de l'art et selon le mouvement artistique dominant, un accent différent a été mis sur l'âme et la spiritualité. La notion d'âme est d'une grande importance dans les œuvres d'art religieux. Dans l'aspect visuel, pour représenter l'âme dans ses œuvres d'art, les artistes ont eu recours au langage des symboles (symbolisme) - un halo, une colombe, etc. Dans l'art du XXe siècle, des artistes de différents mouvements (dada, surréalisme, abstractionnisme, néo-surréalisme (ru) ou le nouvel Art Inconscient) ont exploré d'une manière nouvelle l'influence de la couleur et de la forme (ou de son absence) sur la perception et directement sur l'âme du spectateur.
La théorie de Freud sans sommeil a eu un impact énorme sur la vision du monde des artistes du début du XXe siècle, ainsi que sur toute l'histoire ultérieure de l'art mondial.
Le sujet de l'âme et de la spiritualité a commencé à prendre une importance particulière avec la naissance et le développement de l'art abstrait au début du XXe siècle.
Kandinsky, peintre russe, est souvent considéré comme l’auteur de la première œuvre d'art abstrait de l'époque moderne. Son premier grand ouvrage théorique sur l’art, intitulé Du spirituel dans l’art et dans la peinture en particulier, paraît fin 1911. Il expose dans ce court traité sa théorie de l’effet psychologique des couleurs sur l’âme humaine et leur sonorité intérieure[réf. nécessaire].
Le concept de l'âme est un sujet majeur du mouvement contemporain de l'Art inconscient fondé et développé par l'artiste franco-russe Ekaterina Aristova, le premier peintre à avoir réussi à peindre l'âme inconsciemment.

## Ésotérisme

### Théosophie et anthroposophie
Les divers courants ésotériques [réf. souhaitée] n'ont pas de conceptions identiques de l'âme. Souvent l'âme est considérée comme ayant une triple structure ; comme chez Robert Fludd au XVIIe siècle, qui la considère comme le principe de vie : dans la tête elle est pour lui l'âme intellectuelle, dans la poitrine l'âme vitale, dans le ventre l'âme sensitive. Pour Robert Fludd, l'âme intellectuelle comprendrait elle-même trois parties : la Mens qui est la substance même de l'âme, l’intellectus qui est orienté vers les mondes supérieurs d'où l'âme est descendue, et la ratio qui se tourne vers elle-même et vers les régions inférieures.
Chez Rudolf Steiner, l'homme a des corps subtils ou plus précisément « suprasensibles » ; l'âme, qui est la partie supérieure du corps astral, est composée de trois parties : l'âme de sensation ou de sentiment (la plus proche du corps), l'âme de cœur et de raison, ou d'entendement, et l'âme de conscience (la plus proche de l'esprit).
Il est parfois question d'âme spirituelle, laquelle désigne alors l'esprit ou une partie de l'esprit triplement organisé par exemple dans la théosophie développée par H. P. Blavatsky, où l'âme spirituelle est aussi le buddhi.
Chez la théosophe Alice Bailey, l’âme est synonyme de corps égoïque, corps causal, Ego, Moi supérieur, individualité. Cependant, l'Ego, ne doit pas être confondu avec le terme de personnalité, qui représente dans le langage commun le plan inférieur à l'âme, tandis que le plan supérieur à l'âme est l'esprit (la Monade). Néanmoins, le centre du corps causal (l’âme) se situe sur deux chakras, donc deux plans (le chakra cardiaque et ajna). Le corps mental est lié à l'intellect, tandis que le corps mental supérieur (l'intuition) est lié à l'âme. Ainsi, se différencient l'esprit, l'âme et le corps, synonyme de la Monade, l'Ego, la personnalité. Il faut noter, que bien que l’ensemble des énergies deviennent plus subtiles au fur et à mesure que l’on s’élève dans les chakras, il y a une exception à cela le chakra du cœur (ou plus précisément les deux chakras du cœur premier (vert) et du cœur supérieur (cyan)). En effet, le centre laryngé, ou vibre le plan mental inférieur se situe au-dessus du centre du cœur ou vibre l’énergie de l’âme (le plan astral supérieur). L’âme vibre prioritairement sur deux plans, le plan mental supérieur (le plan bouddhique) ou plan de l’âme supérieur s’exprimant par l’énergie intuitive et sur le plan astral supérieur, s’exprimant par l’énergie d’amour situé aux centres du cœur premier et supérieur (le plan inférieur de l’âme).
Pour le gnostique moderne qu'est Jan van Rijckenborgh, l'homme a deux âmes : l'une étant l'« interprète lumineux de l'esprit » dans le corps ; l'autre un « souffle » qui maintient en vie et entretient la cohésion des différents principes de l'homme, c'est-à-dire sa pensée, ses désirs ou son corps.
Le concept d’âme, tacitement associé à celui d’immortalité, reste, selon les modernes, imputé à Platon. Pour les matérialistes athées contemporains, pour qui « l’existence précède l’essence » (J.-P. Sartre), l’âme reste un mythe qu'ils  récusent totalement. Depuis Platon, les Égyptiens ou le Vedanta, l’être humain est pourvu de plusieurs « âmes » hiérarchiquement emboîtées dont le caractère d’immortalité reste tout à fait relatif. Seule l’âme supérieure jouirait de cette possibilité en se réincarnant suivant des lois dites « karmiques ».
Selon Harold Klemp, le chef spirituel d'Eckankar, l'âme manifeste un corps sur chacun des 4 principaux plans d'existence (le physique, l'astral, le causal et le mental). La manifestation sur le plan de l'âme ressemble plus à une boule de lumière qu'à tout autre chose. Cependant on parle encore des 5 corps dans le langage courant. Le corps astral ressemble beaucoup au corps physique, mais en plus lumineux et en plus transparent et plus léger. Ceux qui voient des fantômes ou des apparitions voient en réalité un corps astral ; ceux qui ont vu Jésus après sa résurrection ont vu son corps astral et l'ont confondu avec son corps physique, car même avant sa mort son corps physique était très lumineux pour les clairvoyants, pour les gens qui voient les auras magnétiques autour du corps physique.

### L'âme des animaux
Pour Jean Prieur, l'âme des animaux est une évidence :
« Si l'on entend par âme la partie incorporelle de l'être, le siège de la sensibilité, de l'entendement et de la volonté, la source des pensées, des attachements et des passions, le sujet commun de toutes les modifications affectives et intelligentes de la conscience, oui, les animaux ont une âme.
Si l'on entend par âme le courage, les sentiments élevés, les instincts généreux d'une individualité considérée du point de vue moral, oui, les animaux ont une âme.
Si l'on entend par âme un principe immatériel, mais cependant subtil et substantiel, se séparant du corps à l'heure de la mort; si l'on entend par âme un double de l'être à la ressemblance du vivant qu'il fut et lui permettant de continuer à vivre dans un autre monde, oui, les animaux ont une âme. Je dirai plus, l'animal est une âme : animal est anima. »

#### Documents primaires
- Luc Brisson (dir.) (trad. du grec ancien), Phèdre : Platon, Œuvres Complètes, Paris, Éditions Gallimard, 2008 (1re éd. 2006), 2204 p. (ISBN 978-2-08-121810-9)
- (fr) Luc Brisson (dir.) et Jean-François Pradeau (trad. du grec ancien par Jean-François Pradeau), Les Lois : Platon, Œuvres complètes, Paris, Éditions Flammarion, 2008 (1re éd. 2006), 2204 p. (ISBN 978-2-08-121810-9)
- (fr) Luc Brisson (dir.) (trad. du grec ancien), Platon : Définitions, Paris, Éditions Gallimard, 2008 (1re éd. 2006), 2204 p. (ISBN 978-2-08-121810-9)
- (fr) Pierre Pellegrin (dir.) et Richard Bodéüs (trad. du grec ancien), De l’âme, Paris, Éditions Flammarion, 2014, 2923 p. (ISBN 978-2-08-127316-0)

[réf. incomplète]
- Aristote, De l’âme, traduction inédite, présentation, notes et bibliographie par Richard Bodéüs, Paris, Flammarion, GF 711, 1993.
- Thomas d'Aquin, Commentaire du Traité De l’âme d'Aristote, traduction inédite, présentation, notes et bibliographie par Jean-Marie Vernier, Paris, Vrin, 2007.
- Averroès, L'intelligence et la pensée (extraits du Grand commentaire du De anima d'Aristote), traduction d'Alain de Libera, Paris, Flammarion, 1998.

#### Sources secondaires
- Richard Broxton Onians, Les Origines de la pensée européenne sur le corps, l’esprit, l’âme, le monde, le temps et le destin, Cambridge University Press, 1951, trad. de Barbara Cassin, Armelle Debru et Michel Narcy, Paris, Seuil, coll. « L’Ordre philosophique », 1999.
- Pascal Morisod, Âme et psyché: Platon et Freud réunis, dans Chronozones no 14 (2008), Lausanne  (ISSN 1422-5247).
- Jean Prieur, L'âme des animaux, éditions Robert Laffont, Paris, 1986,  (ISBN 2-7242-3454-5).